# Liste der Monuments historiques in Saint-Pierre-le-Vieux (Vendée)
Die Liste der Monuments historiques in Saint-Pierre-le-Vieux (Vendée) führt die Monuments historiques in der französischen Gemeinde Saint-Pierre-le-Vieux auf.

## Liste der Bauwerke
| Bezeichnung    | Beschreibung | Standort       | Kennzeichnung | Schutzstatus | Datum | Bild           |
| -------------- | ------------ | -------------- | ------------- | ------------ | ----- | -------------- |
| Kirche St-Roch |              | Chalais (Lage) | PA00110262    | Inscrit      | 1927  | weitere Bilder |

## Liste der Objekte

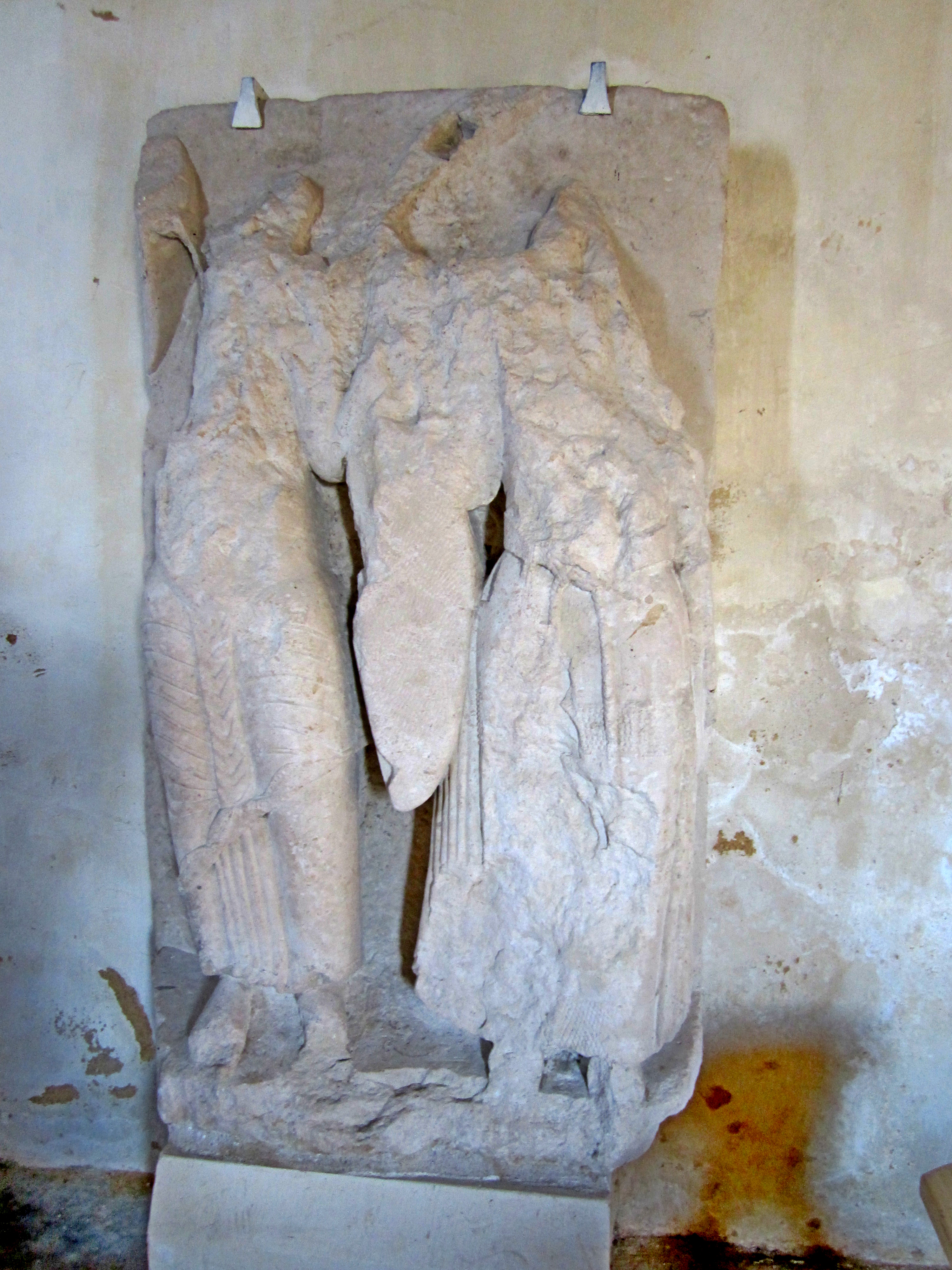
Skulpturengruppe Verkündigung in der Kirche St-Roch

- Monuments historiques (Objekte) in Saint-Pierre-le-Vieux (Vendée) in der Base Palissy des französischen Kultusministeriums